# Museo civico di Castelleone
Il museo civico di Castelleone è una raccolta museale a Castelleone in provincia di Cremona.

## Storia

### Prima Fase
Nel corso degli anni sessanta ci fu una sorta di rinnovamento culturale nella provincia di Cremona e dintorni, che ha visto l'apertura di nuovi musei archeologici, che seguono la scia dei recenti ritrovamenti archeologici del paese circostante.
La vera innovazione di questi musei, fra i quali il Museo Civico di Castelleone, la possiamo notare dal capovolgimento avvenuto dalla ricerca di una "grande storia" a quella di "piccole storie"; dovuto soprattutto al fatto che si tratta di un territorio ristretto e si può parlare specialmente di cocci per quanto riguarda i materiali più comuni rinvenuti e non di grandi reperti archeologici. L'insieme di essi formerà poi la grande storia del cremasco.
Per la prima volta possiamo osservare ritrovamenti che portano ad una nuova interpretazione di questa terra che ricca dei suoi più minuscoli reperti ci fa ricollegare alle numerose frequentazioni e culture avvicendate dal Paleolitico al Tardo Antico.

### Seconda fase

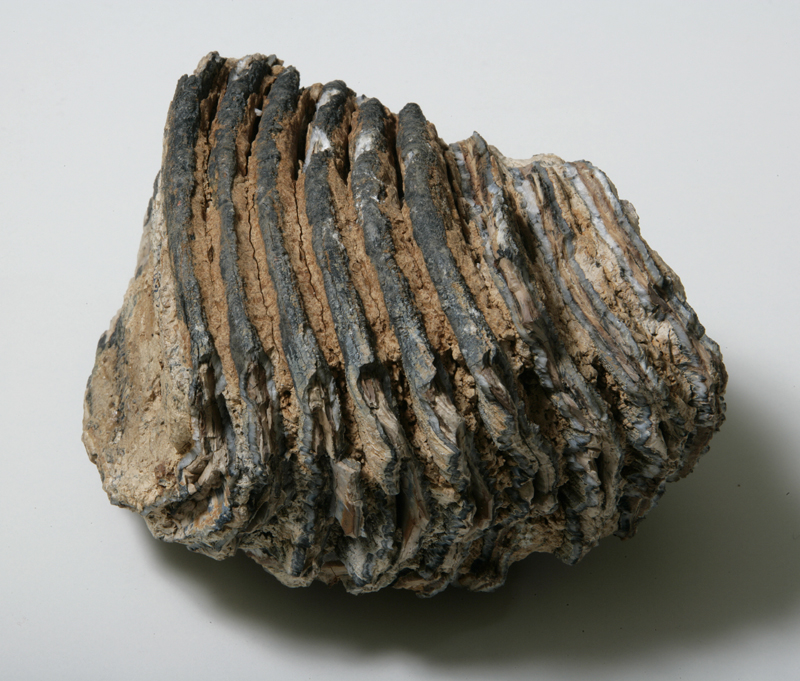
Molare di mammut lanoso

La seconda fase è quella che va dagli anni '70 agli '80, in cui si evidenzia una situazione di tutela da parte degli ispettori onorari Beppe Ermentini e Giuseppe Pontiroli, i quali assecondarono l'attività di controllo del Gruppo Storico Archeologico (GSA), il quale era incaricato a provvedere allo scavo di raccolta.
Anche in questa fase si dovettero effettuare interventi non pianificati e persino d'emergenza per evitare la distruzione di testimonianze. Il GSA si era costituito grazie all'interesse comune da parte di alcune persone per la raccolta e la conservazione di materiale storico archeologico nel territorio di Castelleone. L'avvio come "Gruppo d'archeologia e di storia locale" avviene solo nel 1965 con le prime raccolte nella Biblioteca Civica.
Il primo nucleo di materiale archeologico costituitosi in seguito a "raccolte di superficie" fu esposto all'inizio nella vetrina di una sala della Biblioteca, poi nella stanza sopra l'Arco, dando vita così al vero e proprio Museo. Fino agli anni '80 è stato quindi possibile continuare con gli scavi e le raccolte di recupero di materiale che sarebbe stato altrimenti destinato a sparire. La nota più evidente di questa seconda fase è che "l'archeologo volontario" collabora al fianco di specialisti competenti del settore, i quali valutano i materiali, li classificano e poi li pubblicano, per quanto è possibile. È in questo periodo che abbiamo il maggior numero di contatti con docenti universitari, primo tra tutti il prof. Pierluigi Tozzi dell'Università di Pavia, che raccolse testimonianze, con l'aiuto del GSA, a conferma di un suo studio relativo al tracciato di una strada militare romana che collegava Milano a Cremona.

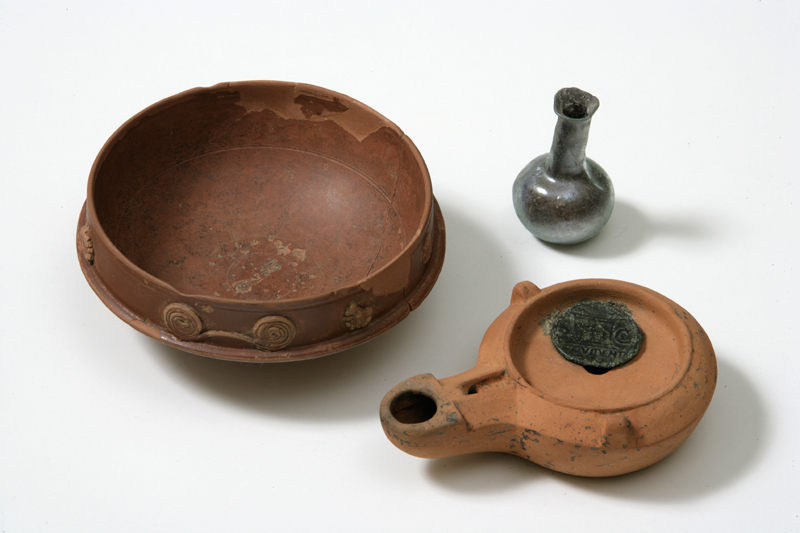
Corredo di sepoltura ad incinerazione: una lucerna, oggetto altamente simbolico, per illuminare il cammino nelle tenebre dell'aldilà. Un asse in bronzo dell'imperatore Tiberio, con obolo per pagare il traghettarore degli inferi Caronte. Un balsamario in vetro e una coppa in terra sigillata probabilmente legata al rito della libagione.

Da non dimenticare la collaborazione del prof. Giuliano Cremonesi, al quale dobbiamo la classificazione di tutte le selci del primo nucleo del Museo. Da questa classificazione scaturì poi l'interesse e la curiosità di studio del prof. Biagi, esperto archeologo, specialista del settore e ora docente presso l'Università di Venezia, il quale fu a Castelleone per studiare i materiali e visitare i siti di rinvenimento: a lui si deve l'aiuto del prof. sala, Università di Ferrara, che classificò tutti i resti ossei animali esposti al Museo e in particolare si occupò di un dente di Mammut.
I rapporti col mondo universitario continuarono con la dott.ssa Vannacci Lunazzi, esperta di materiale celtico e dell'età del bronzo e con il prof. Mark Pearce, che dopo il controllo a terra scattò foto panoramiche, in particolare al Dosso di Castagna. In questo periodo il GSA si impegnò nell'opera del controllo del territorio durante opere di aratura, sbancamento o scavo. I materiali raccolti e esposti nel Museo sono il frutto degli scavi effettuati per ritrovamenti occasionali di tombe o necropoli alle Vallazze, ai Banditi, alla Circa, al Candelino, al Pero, alla Stella, al campo Mai, al Pendente, al Castello, ai Tossini, al Malcantome, a Regonetta, alla Gandiola, a Regona, e altri in cui sono stati effettuate raccolte di superficie, specie di materiale preistorico, quali selci. Per i materiali romani sembrerebbe che l'unico sito fosse la Gallotta, per quelli del Bronzo, Regona. Nel campo Benai, invece, si trovano sul terreno i resti leggibili di un edificio circolare che hanno fatto pensare ad un edificio sacro, senza però poter avere conferma per mancanza di reperti particolari.
Negli anni '50 nella località di S. Angelo si ritrovò un'ara dedicata al dio Mercurio di cui però si è persa traccia.

### Terza fase

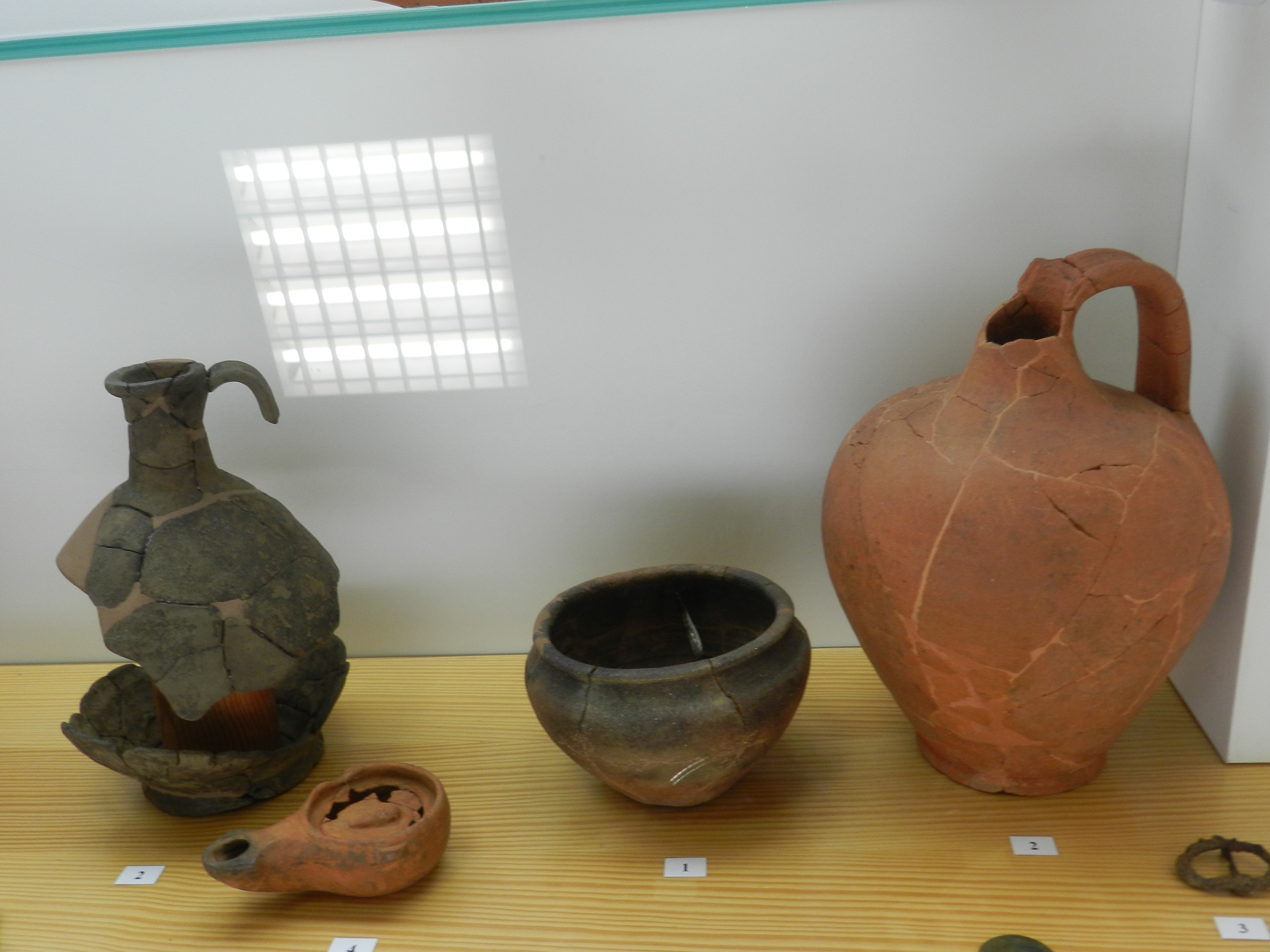
Alcuni oggetti del corredo funebre dell'epoca romana

Questa è la fase più ricca di scavi sistematici operati col concorso diretto dalla Soprintendenza ad iniziare da quello del 1983. Di ciò va dato merito alla dott.ssa Iolanda Lorenzi, fino a quando fu responsabile di settore per scavi relativi al periodo preistorico, e, soprattutto, alla dott.ssa Lynn Pitcher, della Soprintendenza Archeologica, che ha curato e cura ancora, per il settore di competenza e oltre, il territorio provinciale e ci fu sempre vicina nel sostenere il riconoscimento del nostro Museo e l'opera di salvaguardia da noi svolta. 
Il Museo intanto dall'allestimento sopra l'Arco, nel 1980, passò in Palazzo Brunenghi. Nel 2003 su progetto dell'arch. Andrea Perin, approvato dalla Soprintendenza Archeologica di Milano e parzialmente finanziati dalla provincia di Cremona, sotto la direzione della dott.ssa Pitcher, si è provveduto all'attuale allestimenti con spazi per la didattica e la comunicazione video. Nel 2007 la Regione Lombardia ha riconosciuto il Museo come raccolta musicale. 
Questa è, però, anche la fase che ha fatto perdere documenti importantissimi sia per le macchine operatrici agricole, per le cave costantemente operanti da decenni, sia per la dilagante e incontrollata opera di cercatori di monete e oggetti metallici che sottrae allo studio e al godimento pubblico materiale che, essendo datato, costituisce l'anello necessario ad una lettura cronologica degli insediamenti dei territori.
Il museo aderisce alla rete MaNet, che opera a partire dal 2004.

## Territorio
Il comune di Castelleone si trova in provincia Cremona e si estende per oltre quarantacinque chilometri quadrati. Questo comune si trova immerso in un contesto ambientale molto vario e ricco, proprio per questo si può affermare che in passato sia stato un punto di attrazione umana. È quindi ovvia l'importanza in ambito archeologico di questo territorio un tempo così vivamente abitato. 
Questa sua particolarità territoriale è inoltre la causa della fondazione nel 1188 del borgo franco di Castelleone.
Le particolari condizioni idrografiche sono quindi la principale causa di insediamenti umani nel tempo. La valle fluviale del Serio dovette avere un'importanza oggi difficilmente immaginabile, costituendo un solido confine territoriale tra Bergamo e Cremona.
La valle del serio morto, ampia in media 1,5/2 km, rappresenta uno dei migliori esempi di valle fluviale abbandonata di pianura che si possono osservare all'interno del territorio lombardo. Occupò la sua sede per un periodo sicuramente lungo e non ci sono dubbi sul fatto che costituisca la sede primitiva del nostro fiume nel suo tratto finale. 
Fino ad alcuni anni fa si potevano osservare diversi dossi isolati che, sorgendo dal fondovalle, costituivano i lembi del livello fondamentale della pianura. Oggi l'unico sopravvissuto è il cosiddetto “dosso di Regona, presso l'omonima cascina. Per il resto il fondovalle è costituito da depositi alluvionali. L'aspetto idrogeologico del territorio ha subito numerosi rifacimenti. Oltre al canale del Serio Morto possiamo trovare i tratti finali diverse rogge: come il Lisso, la Luna, il Casso, il Retorto, la Montalbana e il Seriolo.
Ad attestare l'antico percorso del Serio, oltre alle varie risultanze toponomastiche e idronomastiche, due particolari fonti storiche: 
- una cartula commutationis (960),una permuta di beni tra il vescovo di Cremona e il conte di Lecco, il vescovo cedeva vari possedimenti in cambio della curtis di Sesto, che comprendeva i diritti di porto, di traversata e di pesca nel fiume Po e in alcuni dei suoi affluenti (come il Serio).
- e la cronaca della battaglia delle Boldesine (1213), combattutasi nella valle del Serio Morto vedeva scontrarsi cremonesi, da una parte, e cremaschi e milanesi, dall'altra.

Il territorio del comune di Castelleone si propone come uno tra i più vasti e compositi, dal punto di vista morfologico e idrografico, della provincia di Cremona.
La morfostruttura del territorio è ricca di valli e vallette minori che garantiscono un'impronta fisiografica e una caratterizzazione di natura geo storica del tutto particolari.
La varietà dell'ambiente di Castelleone e la presenza del fiume Serio sono stati nel tempo motivo di insediamenti umani sin dalla preistoria. Ragione per cui anche di recente da scavi sono stati trovati oggetti e fossili che ci riconducono alle varie fasi che hanno caratterizzato la storia dell'uomo.
A Castelleone possiamo distinguere i corsi delle rogge di luna bassa, alta e il Lunetto, i quali in passato provenivano dallo stesso corso d'acqua. Il nome originale era Luna che confluiva in passato col fiume Serio, e, da testimonianze risalenti al XII secolo si può affermare che la Luna potesse avere un corso d'acqua di origini spontanee.
Il sistema di acque colanti però è esteso anche nelle zone tra Salvirola, Fiesco e Trigolo, e finisce per sboccare nel sistema idrico del quale fanno parte il Casso, che raccoglie anche le rogge di Colongola e Pellegra. Quest'ultimo unendosi al rio Gambero e al Tramoncello forma il Retorto, rappresentando il sistema odierno del Serio Morto. 
La rilevanza di questo sistema non doveva essere di poco conto, ma anzi delinea l'immagine di un fitto reticolo idrografico che incide in modo importante sugli effetti prodotti dal territorio. 
Riguardi l'aspetto fisico grafico, sembra essere in rapporto con il Vaprio, la cui definizione pare risalire dalle giurisdizioni di Castelleone, Trigolo e Fiesco. 
Col Vaprio s'intende una particolare fascia territoriale caratterizzata da peculiarità affini col territorio piemontese che non sono ancora ben precisate.

## Paleolitico e Mesolitico

### Premessa
Il lavoro dell'archeologo può essere visto come uno sfogliare a ritroso il libro della storia. Ma le pagine di questo libro non sono intatte ma sono state strappate e disperse per tutto il territorio delle campagne. Non vi è un indice e il lavoro dell'archeologo è proprio quello di studiare e rimettere insieme le pagine che trova per ricomporre questo importante libro della storia.

### Paleolitico
Nel periodo del pleistocene e del paleolitico, cioè l'età della pietra antica si vede la comparsa delle prime forme di ominide che migranti dall'Africa arrivano in Italia e con essi la nascita delle prime forme di pietra scheggiata. Di questo periodo nel territorio di Castelleone rimane ben poco infatti essendo gli utensili di epoca molto remota e quindi situati in profondità è molto difficile trovarne dei resti. Ciò che ci rimane di questa epoca è costituito da oggetti in pietra scheggiata anche se il materiale più utilizzato in quell'epoca era il legno (che non si è potuto conservare) utilizzato per la costruzione di diversi utensili e oggetti di vita quotidiana che non si conserva se non in determinate condizioni. Gli strumenti in pietra, una volta scheggiati, producevano lati taglienti e le pietre più usate erano quelle sedimentarie (selce e diaspro) o vulcaniche (ossidiana). Nel territorio di Castelleone abbiamo resti di faune pleistoceniche, testimonianze di animali ambienti ormai estinti appartenenti a quell'epoca in cui nella pianura padana vi erano specie di animali ormai estinte come mammut e rinoceronti di merk. È stato infatti ritrovato a Formigara proprio un molare di un elefante della specie Elphas primigenius mentre nei campi di Corte Madama un corno di bisonte della specie Bison priscus.altri reperti si trovano a Pizzighettone e a Crema. Infine utensili come il Bulino su scheggiatura trovato sui territori intorno al Serio morto sono un'ulteriore testimonianza di questa epoca remota.

### Mesolitico
O età della pietra di mezzo è quell'epoca che corrisponde all'adattamento dei popoli raccoglitori e cacciatori paleolitici ai nuovi ambienti post glaciali. Con la fine del pleistocene (era delle glaciazioni) ha inizio l'olocene, l'epoca post glaciale nella quale ancora viviamo. È nella fase finale del pleistocene che si assiste alle trasformazioni climatiche e ambientali: la deglaciazione e con essa l'aumento del livello mare e fenomeni erosivi ed alluvionali prodotti dalle grandi masse d'acqua liberate. Alle tundre si sostituirono quindi le grandi foreste tropicali che con l'aumento della temperatura iniziarono a trasformarsi nell'attuale copertura boschiva. I branchi erbivori migratori come Mammut e i rinoceronti lanosi si estinsero, le renne migrarono verso nord e, in generale, tutte queste specie furono sostituite nei nostri territori da piccoli animali selvatici portando modifiche nello stile di caccia degli uomini. 
Questi diversi gruppi, si dovettero adattare al cambiamento dell'ambiente che li circondava. Vista la presenza di una vegetazione slanciata verso l'alto, si passo da una caccia basata sull'uso di giavellotti e arpioni, col fine di attaccare grosse mandrie, all'arco , che permetteva di ampliare la gittata e la forza dell'impatto.
Sono stati ritrovati diverse lamelle o microlamelle con forma triangolare, trapezoidale o romboidali. Si suppone che fossero usate come punte o alette laterali nelle frecce.
In europa sono stati ritrovati diversi archi e frecce, sia interi che parziali. Un esempio sono le frecce ritrovate a Loshut e gli archi a Holmegaard in Svezia.
Il mesolitico si divide in 2 periodi: Sauveterriano e Castelnoviano. Le differenze tra i 2 sono molteplici, la più evidente riguarda la forma delle lamelle, nel primo periodo sono triangolari, nel secondo trapezoidali e romboidali.
Gli uomini vivevano di caccia, pesca e molluschi. In montagna si cacciava lo stambecco, il camoscio e il cervo; in pianura il capriolo, il cinghiale e ancora il cervo. La pesca era largamente praticata. Sono pure stati ritrovati diversi cumuli di molluschi, che evidentemente venivano consumati in grandi quantità. Inoltre si nutrivano di frutti spontanei e probabilmente anche di miele.
Alternavano le varie attività di sostentamento seguendo l'andamento delle stagioni. In ogni caso, si spostavano su ampie zone. 
Era praticato il culto dei morti, sono state trovate solo 3 sepolture mesolitiche in Italia. La più importante, quella di Modeval de Sora, vanta un corredo di 61 elementi in osso, pietra e sostanza organica.
Nella zona di Castellone, i rinvenimenti sono concentrati nella zona a oriente del Serio Morto. Si tratta di una zona che era al confine tra 2 ecosistemi, una palude e una foresta. Questo gli permetteva di sfruttare entrambe le zone. Secondo P.Biagi, il primo a che diede notizia di questi rinnovamenti, si tratta di accampamenti stagionali, usati durante il periodo invernale di caccia.
Nel territorio di Castelleone i rinvenimenti di età mesolitica sono concentrati nei terrazzi a oriente del Serio Morto, si trattava probabilmente di un'area di confine tra due ecosistemi, foresta e palude; ciò consentiva alle popolazioni mesolitiche di sfruttare le risorse di entrambi gli ambienti. P.Biagi, che per primo ha dato notizia di questi ritrovamenti, ritiene che qui vi fossero ripetuti accampamenti stagionali, e che questa zona fosse l'area di caccia e raccolta invernale di una popolazione che prediligeva l'ambiente montano nel periodo estivo. Nella zona manca ancora un'adeguata indagine archeologica per definire l'eventuale presenza di strutture abitative. Tra i manufatti per ora classificati, in selce e diaspro, sono presenti arnioni già sbozzati, nuclei preparati per produrre lame e lamelle, e numerose lame e schegge non ritoccate. Variamente testimoniata è la tecnica del microbulino, utilizzata per produrre armature di freccia. Tra gli strumenti si possono citare : i grattatoi e i bulini, che servivano per lavorare e incidere legno, cuoio, o altri materiali morbidi, troncature, raschiatoi, punteruoli a ritocco erso e a dorso.
Il mesolitico ci parla dunque di un'immensa pianura forestata, dove piccoli gruppi umani, insediati intorno a laghi e zone paludose, vivevano sfruttando al meglio le risorse che questi ambienti potevano offrire. La mortalità infantile doveva essere piuttosto alta e la vita media alquanto ridotta.

### La tecnica del microbulino

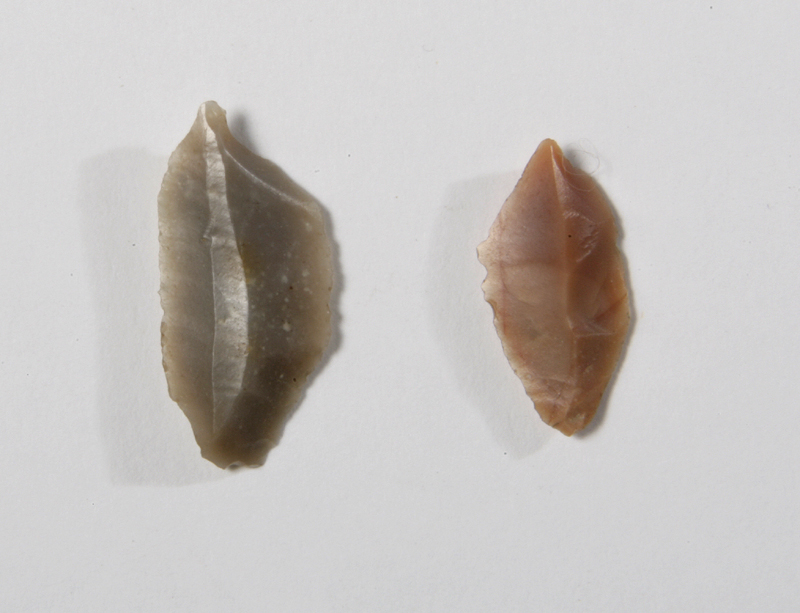
Microbulino, prodotto di scarto della fabbricazione di armature geometriche per freccia.

Una particolare tecnica per produrre armature da freccia di forma geometrica, nata nel paleolitico superiore, ma sviluppatasi soprattutto nel mesolitico. Lavorando una lama o una lamella si ottiene un incavo. Si pone poi la lama su di un oggetto spigoloso in corrispondenza dell'incavo realizzato e la si colpisce con un piccolo percussore in modo che vada violentemente a picchiare sullo spigolo. Si ottiene così una frattura obliqua che da una parte definisce uno dei lati dello strumento geometrico e dall'altra uno scarto di lavorazione che impropriamente è chiamato microbulino. Gli strumenti geometrici erano usati per armare le frecce.

## Neolitico

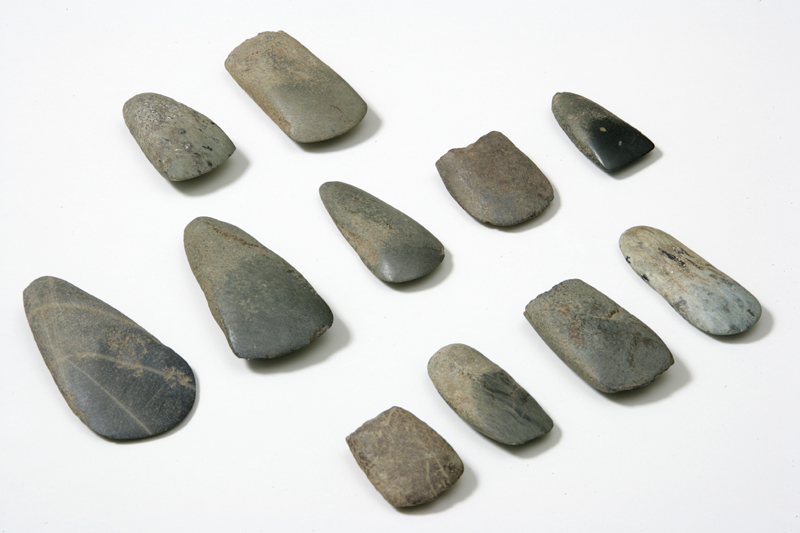
Asce in pietra verde levigata

I precettori della nuova età non furono più di carattere climatico ambientale ma bensì culturali, infatti dei ﬂussi provenienti dal mediterraneo orientale portarono numerose invenzioni tecnologiche. Durante il neolitico si passa dalla caccia e dalla raccolta all'allevamento e all'agricoltura, le nuove tecnologie portarono alla scoperta di nuovi materiali come la ceramica che sarà più tardi molto utile agli archeologi ma anche l'utilizzo di tecniche come ﬁlatura e tessitura e levigatura della pietra. Insomma l'uomo iniziò a piegare la natura in base alle proprie esigenze. Si veriﬁca anche il passaggio da una società nomade e divisa in piccoli gruppi ad una società molto più sedentaria e divisa in villaggi.
Durante il VI millennio il neolitico si divide a sua volta in quattro periodi. Il primo neolitico è caratterizzato da alcune realtà regionali spesso aperte a relazione reciproche, dal punto di vista culturale, nel territorio cremonese, era quella diffusa lungo il Po dall'area di Piadena erano presenti anche inﬂussi della cultura di Fiorano in Emilia orientale. Il neolitico medio vede un'uniformazione culturale dovuta ad una particolare forma ceramica peculiare a tutte le culture. Nel neolitico recente invece la compagine della cultura di questa forma ceramica si spezza, l'ultima fase di questa cultura sopravvive per poco solo in Italia settentrionale (Lombardia orientale, veneto occidentale e trentino)
Nel tardoneolitico, inﬁne, compaiono le prime tracce di metallurgia sebbene già dal neolitico recente si attesta l'uso di terracotta e nell'Italia settentrionale già nel neolitico antico si documenta un'agricoltura basata su principali cereali e leguminose durante quest'ultima epoca neolitica si perfezionarono le precedenti innovazioni. Per quanto riguarda l'allenamento tra gli animali domestici vediamo il bue, la capra-pecora e il cane ma comunque si assiste ad un'attività di economia pastorale.
I villaggi neolitici prediligono ambienti asciutti, pianeggianti non lontani da fonti d'acqua più rari quelli in aree umide e zone vallive più tardi vedremo comunque delle occupazioni su altura. A causa dell'erosione gran parte di questi resti vennero distrutti ma possiamo ancora trovare buche fosse pozzi e cantine nei territori intorno a Ravenna (Lugo di Romagna) si trovarono dei resti consistenti. Le pareti erano costituite da argilla, il tetto era coperto da fasce vegetali e giungeva fino al suolo, i villaggi in campi umidi invece erano costruiti su piattaforme in legno.
Per quanto riguarda il culto dei morti vi erano dei riti ben precisi, le tombe erano singole e avevano diverse tipologie dalla nuda fossa, al recinto di pietre fino alla cassa libica nelle tombe maschili dove spesso potevamo trovare frecce e asce.
Col neolitico la circolazione di materie prime assume notevole importanza, ricordiamo la selce fra le tante che era utilizzata per ottenere lunghe lame. Sempre con il neolitico si sviluppano nuove tecniche di lavorazione come il ritocco piatto Foliato che permetteva la realizzazione di punte di freccia. L'ascia è lo strumento più utilizzato all'epoca infatti poteva essere utilizzato sia come strumento di offesa ma anche e soprattutto come strumento per abbattere alberi come abeti e faggi. La tecnica di levigatura per ottenere asce era alquanto lunga e complicata pertanto si cercava di trovare oggetti simili ad asce stesse che con poco lavoro davano comunque un buon oggetto. Sempre attraverso la levigatura si ottenevano anche accette e scalpelli e anelloni in pietra. Da sottolineare è il fatto che col neolitico si è avviato un processo inarrestabile di trasformazione della pianura Padana a opera dell'uomo è proprio l'ascia come già detto protagonista assoluta che è lo strumento che permette all'uomo di cambiare il territorio circostante.

## Età del Rame
Il tardo neolitico è un periodo di forti trasformazioni sociali ed economiche, questo anche perché venne introdotta la prima metallurgia del rame. Per l'Italia Settentrionale questo è un periodo di incertezze, infatti non abbiamo molti dati a disposizione. Poco tempo fa, presso il passo di Tisa, al confine tra Austria e Italia, è stato scoperto il corpo di un uomo che è stato chiamato Otzi. L'età del rame va dal 3300 a.C. circa fino al 2200 a.C. circa. Non tutti gli storici europei pero accettano il concetto di età del rame, per alcuni siamo ancora nel Neolitico Tardo. Con l'arrivo della metallurgia, gli artigiani di questo settore furono i primi a dedicarsi in modo diretto al cibo, quindi abbiamo un radicale cambiamento della società. La ricerca di nuovi materiali, creò i primi conflitti tra le diverse società, inoltre estrarre i minerali non era un'attività priva di rischi. La caratteristica principale dei metalli rispetto agli altri materiali è il continuo riutilizzo, mentre un oggetto in selce aveva vita limitata, uno in rame poteva essere rifuso infinite volte.

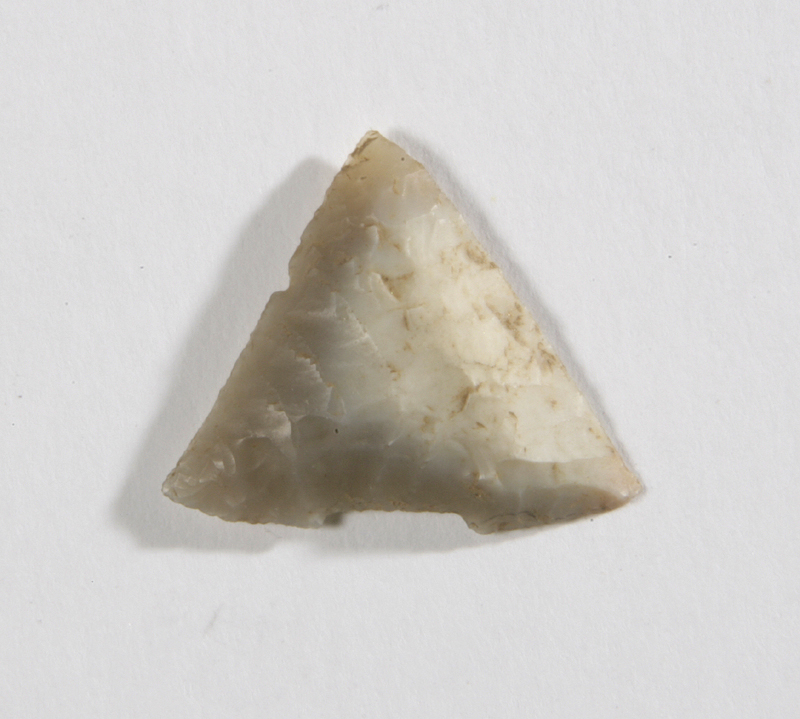
Punta di freccia con base squadrata, usata per cacciare ma anche per uso bellico

Nell'età del rame abbiamo anche la rivoluzione dei prodotti secondari: gli animali vennero allevati non solo a scopo alimentare ma anche per prodotti secondari come latte o formaggi. A questo punto le comunità controllavano grandi spazi, all'interno dei quali si formarono dei centri di aggregazione che potevano essere costituiti da aree di culto monumentali o da estese necropoli tribali. In questo periodo vennero introdotti il carro a quattro ruote e l'aratro. L'area cremonese rientra nel ambito della celebre cultura di Remedello che trae il nome dal grande sepolcro rinvenuto nel 1884 a Remedello nei pressi di Brescia. Qui vennero rinvenute 128 tombe, ogni tomba conteneva un solo individuo in posizione rannicchiata o supina, nel primo caso erano tombe maschili corredate con armi, nel secondo erano femminili, queste erano prive di corredo. Le armi erano realizzate in selce ed in pietra levigata, la presenza di tombe più ricche mostra la stratificazione sociale. Un'altra necropoli è stata individuata nel 1895 a Volongo nel cremonese, sono tre tombe a fossa. Nel cremonese sono presenti altre due tombe senza corredo una a Costa S.Andrea di Calvatone ed un'altra a Piadena. Dal territorio di Castelleone provengono pochi reperti per quanto riguarda l'età del rame. Si tratta di alcune asce, dal taglio rettilineo, più corte di quelle neolitiche, sebbene non si abbia la totale sicurezza queste asce sembrano connotare quelle di età post-neolitica perché usate per il disboscamento di zone meno fitte rispetto al passato. Molto interessante è una punta di freccia triangolare con base concava di forma squadrata. Questa freccia rimanda ad un complesso fenomeno che caratterizza l'ultima parte dell'età del Rame in tutta Europa occidentale: la cultura del vaso campaniforme. Se l'attribuzione fosse confermata sarebbe uno dei pochi elementi cremonesi legati a questo fenomeno, ben presente nel bresciano e nel mantovano.

## L'Età del Bronzo e gli scavi di Règona
L'Età del Bronzo è un periodo che va dal 2300 al 950 a.C. circa, essa si divide in quattro fasi: Bronzo Antico, Medio, Recente e Finale e vede la nascita di insediamenti abitativi stabili ed il passaggio dalla cultura palafitticola a quella terramaricola. Molte furono le conseguenze socio-economiche delle innovazioni introdotte già nell'Età del Rame che in questo periodo cambiarono lo stile di vita degli abitanti, quali il progressivo disboscamento, l'uso dell'aratro ed i primi tentativi di canalizzazione dell'acqua per l'irrigazione. In questo contesto si colloca un significativo aumento demografico e la crescente necessità di scavare miniere per l'approvvigionamento di rame e stagno (dalla cui fusione deriva in bronzo) motivata dallo sviluppo di nuove tecniche metallurgiche.

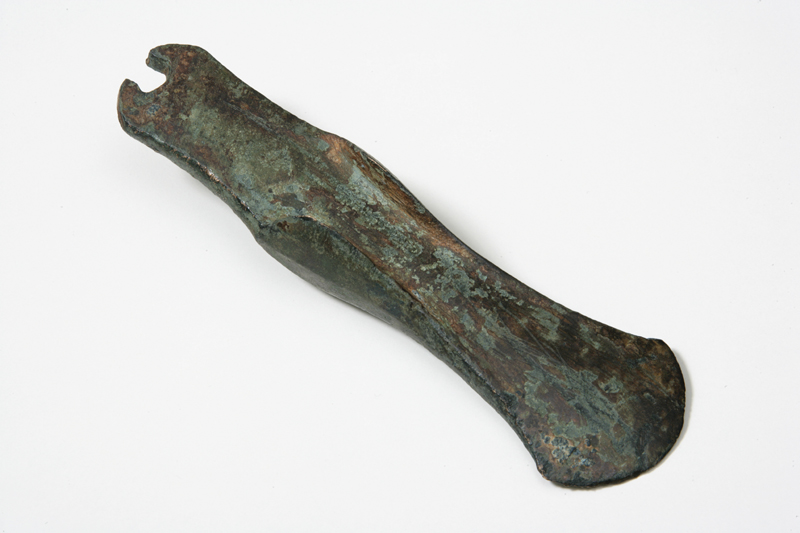
Scure in bronzo, cultura terramaricola
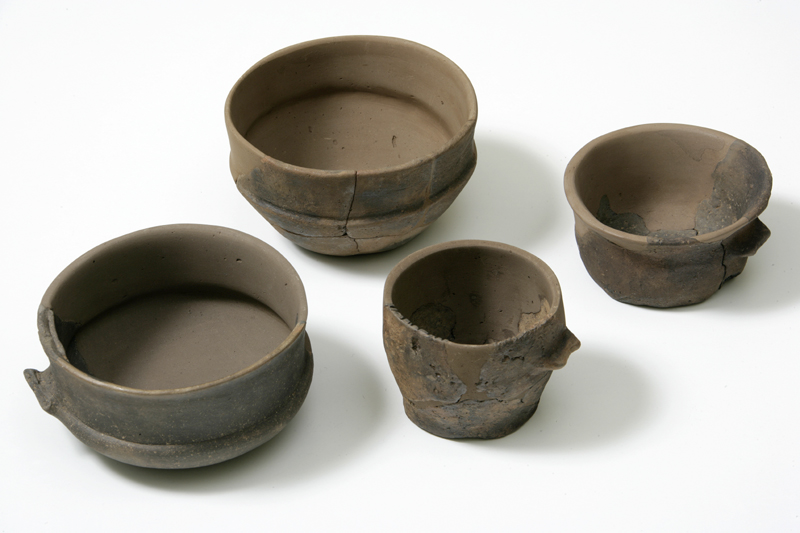
Frammenti di tazze e scodelle riparate per dare un'idea della forma originale, cultura terramaricola
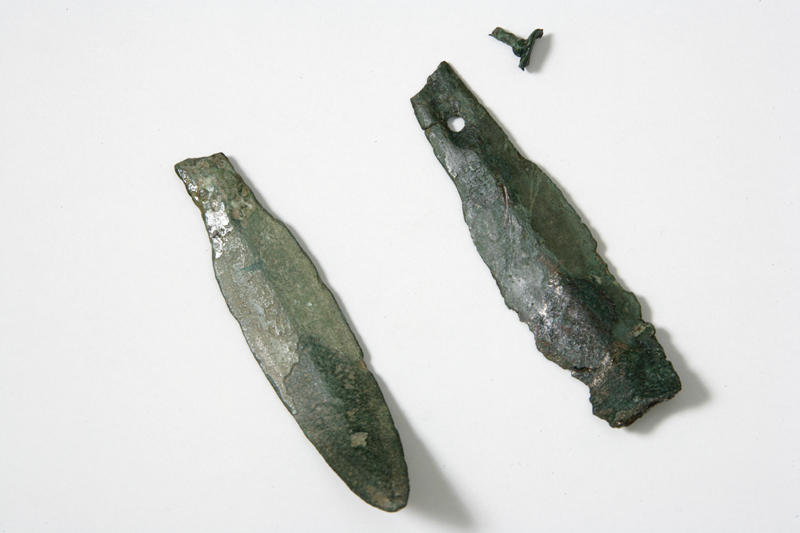
Lame di pugnale in bronzo, cultura terramaricola
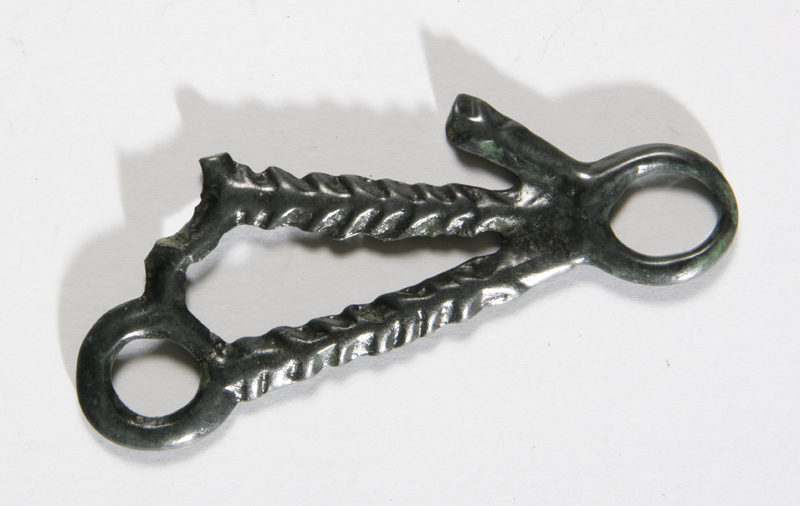
Pendaglio a giorno a tre anelli in bronzo, elemento decorativo, cultura terramaricola
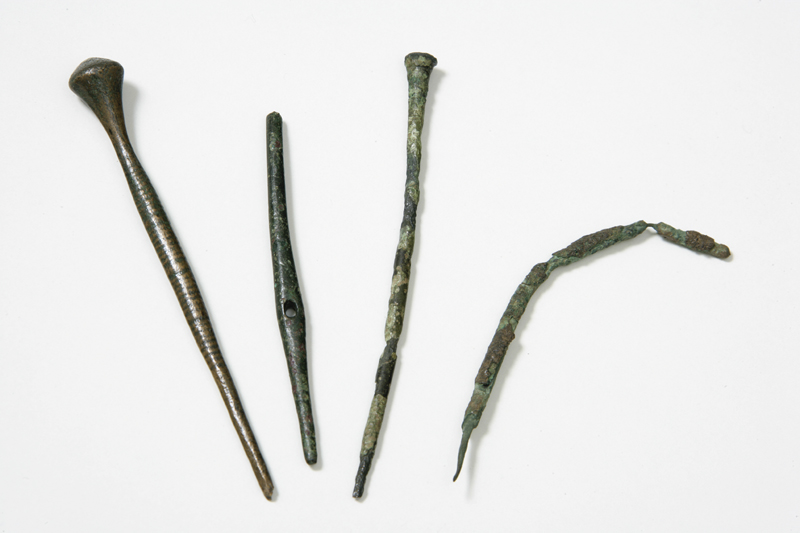
Spilloni in bronzo frammentari, per trattenere le vesti, cultura terramaricola
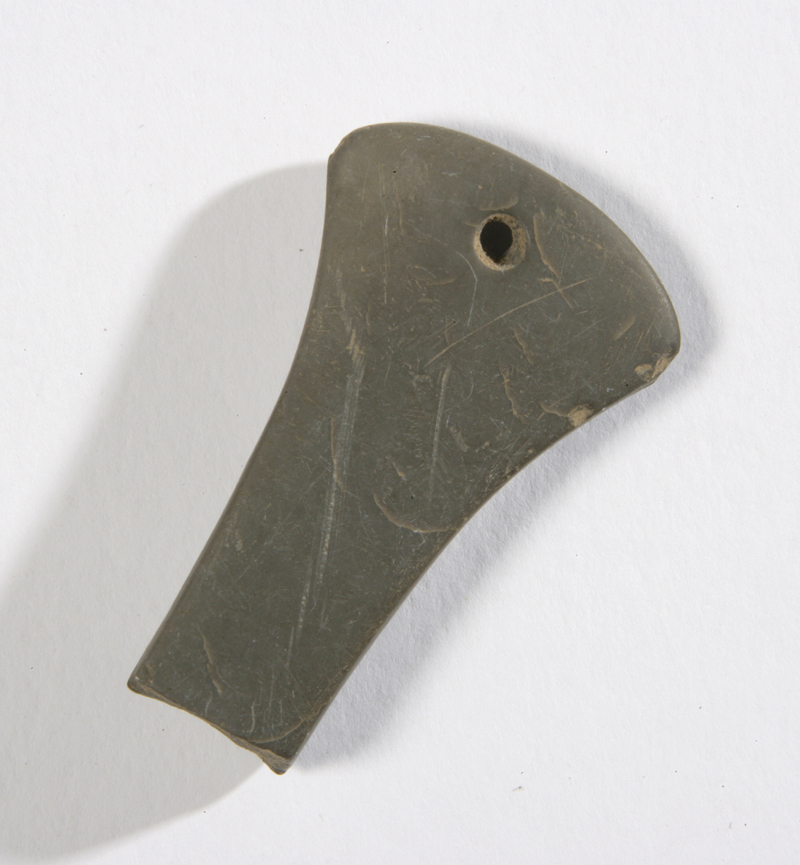
Frammento di parapolsi per arciere in pietra levigata, cultura di Polada
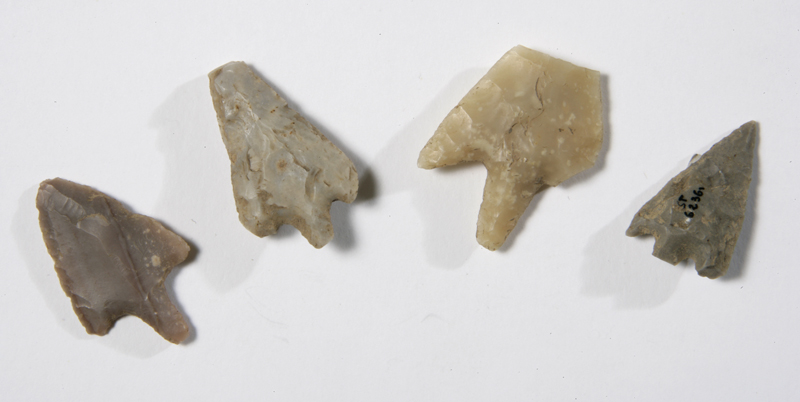
Punte di freccia in selce, cultura di Polada